# 苏莱曼莫哈末
丹斯里苏莱曼莫哈末，马来西亚政治人物、巫统党员。1987年，被时任首相马哈迪·莫哈末委任为首相署副部长。1995年，成为新闻部副部长。1999年，受委卫生部副部长。此外，他也长期担任蒂蒂旺沙国会议员（1986年至2004年）。
在巫统政坛中，他曾是蒂蒂旺沙区部的负责人，并曾在2000年至2003年成为巫统最高理事会成员。